# Museumsjournal
Das Museumsjournal (Eigenschreibweise bis 2020: MuseumsJournal) ist eine deutsche Fachzeitschrift der Museen, Schlösser und Gedenkstätten von Berlin und Potsdam. Sie wird von der Kulturprojekte Berlin GmbH herausgegeben und erscheint vierteljährlich, jeweils zu Beginn eines Quartals.

## Geschichte
Die erste Ausgabe des Museumsjournals erschien im August 1987, Chefredakteur war Gerhard Riecke, Herausgeber der Museumspädagogische Dienst Berlin. Im Fließtext wurde die Schreibweise „Museums-Journal“ benutzt, von Heft 2/2010 bis 2020 hatte sich „MuseumsJournal“ etabliert, seither wird „Museumsjournal“ genutzt. Die Zeitschrift berichtete anfangs, ihrem Titelzusatz entsprechend, „Aus der Arbeit der Museen, Schlösser und Archive des Landes Berlin und der privaten Sammlungen und Museen“, ausdrücklich jedoch nicht über die Staatlichen Museen zu Berlin des Preußischen Kulturbesitzes, da diese mit der Publikationsreihe „Berliner Museen. Berichte aus den Staatlichen Museen Preußischer Kulturbesitz“ bereits seit 1919 eine eigene Zeitschrift herausgaben. Das änderte sich, als im Januar 1989 die Zeitschrift „Berliner Museen“ im Museumsjournal aufging. Der Titelzusatz lautete fortan „Berichte aus den Museen, Schlössern und Sammlungen im Land Berlin – zugleich ‚Berliner Museen‘ 5. Folge“. Die durch unterschiedliche Museumsträgerschaften bedingte Teilung in zwei getrennte Berichterstattungen wurde damit aufgehoben. Mit Einbezug des Deutschen Historischen Museums, das sich wie die Staatlichen Museen zu Berlin in Bundesträgerschaft befindet, publizierte das Museumsjournal nun über die gesamte Museumslandschaft West-Berlins. Eine zweite Erweiterung erfolgte 1990, als auch die Museen Ost-Berlins Eingang ins Museumsjournal fanden. Die Zählung im Titelzusatz des Museumsjournals änderte sich in „‚Berliner Museen‘ 6. Folge“.
2006 fusionierte der Museumspädagogische Dienst mit der Berliner Kulturveranstaltungs-GmbH zur Kulturprojekte Berlin GmbH, dementsprechend wird das Museumsjournal seit der Ausgabe 3/2006 von der Kulturprojekte Berlin GmbH verlegt. 2022 erfolgte ein umfassender inhaltlicher und grafischer Relaunch.

## Inhaltliche Ausrichtung
Das Museumsjournal informiert zumeist vorab über die im jeweiligen Quartal beginnenden Sonderausstellungen in Berlin und Potsdam. Es präsentiert museumspolitische Entwicklungen, stellt Bestände und Neuerwerbungen vor, teilt Forschungsergebnisse und Entdeckungen, berichtet aus dem Museumsalltag. Autoren der Texte sind im Allgemeinen die Direktoren, Kuratoren und Museumsmitarbeiter sowie die Mitglieder der Redaktion. Seit Heft 3/2009 wird in jeder Ausgabe ein kunst- oder kulturgeschichtliches Thema in einem Schwerpunkt aus unterschiedlichen Perspektiven beleuchtet, seit 2020 wird darüber hinaus mit der Rubrik „Diskurs“ ein aktuelles Thema kontrovers betrachtet. Von 2017 bis 2020 begleitete das Museumsjournal in einer Reihe mit Interviews und Aufsätzen die Entwicklung und das Entstehen des Humboldt Forums. Darüber hinaus enthält das Museumsjournal einen Kalender der Sonderausstellungen mit Adressen, Öffnungszeiten und Führungsangeboten.

## Sonderausgaben
Im Laufe seines Bestehens brachte das Museumsjournal sechs Sonderausgaben heraus. Im März 1990 erschien „Museen der DDR in Berlin und Potsdam“. 1992 veröffentlichte das Museumsjournal mit „Musées de Berlin“ im Heftformat einen Museumsführer in französischer Sprache, der eine alphabetische Liste der Museen und längere Texte zu Museumskomplexen enthielt. 1996 gab das Sonderheft „Stadtmuseum Berlin“ Einblicke in die Sammlungen des neugegründeten Landesmuseums. Das als Sonderausgabe im Juli 1997 erschienene Heft „Picasso und seine Zeit“ fasste die Beiträge der vergriffenen Ausgabe 3/1996 und der Ausgabe 4/1996 zur Sammlung Berggruen zusammen. 2020 reagierte das Museumsjournal mit einer Sonderausgabe auf die Schließung der Museen aufgrund der Corona-Pandemie. 

## Museumsjournal online
Zwischen 2000 und 2008 veröffentlichte das Museumsjournal auf seiner Website unter dem Titel „MuseumsJournal online“ Ausstellungsbesprechungen und andere museumsbezogene Texte, die von der Redaktion verfasst wurden. Mit Launch des Museumsportals Berlin im Januar 2008, das ebenfalls unter redaktioneller Verantwortung der Kulturprojekte Berlin GmbH betrieben wird, stand ein anderes Medium für diese Berichterstattung zur Verfügung. Das Onlineangebot des Museumsjournals beschränkte sich fortan auf Leseproben aus der Printausgabe.